# Port lotniczy Dżidżiga
Port lotniczy Dżidżiga (kod IATA: JIJ, kod ICAO: HAJJ) – etiopskie lotnisko obsługujące Dżidżigę.

## Linie lotnicze i połączenia
| Linia Lotnicza     | Kierunek                |
| ------------------ | ----------------------- |
| Ethiopian Airlines | 1. Addis Abeba 2. Godie |